# Tulsipur
Tulsipur è una suddivisione dell'India, classificata come nagar panchayat, di 21.234 abitanti, situata nel distretto di Balrampur, nello stato federato dell'Uttar Pradesh.